# I Wanna Be Your Dog
«I Wanna Be Your Dog» (рус. Я хочу быть твоим псом) — песня, выпущенная первым синглом прото-панк-группы The Stooges в 1969 году и вошедшая вторым треком на их одноимённый дебютный альбом. Песня была включена на сборник лучших вещей Игги Попа «A Million in Prizes: The Anthology», так же вошла в «500 величайших песен всех времён по версии журнала Rolling Stone» под номером 445. Песня является, возможно, самой известной у группы, и концерты возродившихся Stooges в 2000-х обычно завершаются исполнением «I Wanna Be Your Dog» на бис.
Основной рифф песни состоит всего из трёх аккордов (G, F#, Em) и повторяется на протяжении практически всей песни, за исключением начала — тяжёлого и грязного вступления гитары. Помимо этого, на протяжении всей песни звучит однообразное, непрерывно играющее одну ноту пианино (добавить эту партию было идеей Джона Кейла); иногда эту партию считают отсылкой к песне The Kinks «You Really Got Me». На концертах в аранжировке песни также иногда используется саксофон.
Альтернативная версия песни исполнена самим Попом при участии Дэвида Боуи на концертном альбоме TV Eye Live 1977. Песня была перепета множество раз, в том числе группами Joan Jett & the Blackhearts, Red Hot Chili Peppers, Nirvana, Дэвид Боуи, Константин Ступин, Pere Ubu, The White Stripes, The Primitives, Эмили Симон. «I Wanna Be Your Dog» также исполняли Sex Pistols; помимо этого, Сид Вишес в период короткой карьеры после распада группы сделал её постоянной частью своих концертов (живая версия песни вошла в его сольный альбом Sid Sings). Песня часто исполнялась на концертах Ричардом Хэллом в конце 70-х. Версия нойз-рок-группы Sonic Youth вошла на их дебютный альбом 1983 года, Confusion Is Sex. Версия Slayer, вошедшая на их альбом хардкоровых каверов Undisputed Attitude в 1996 году, сильно отличается текстом, в котором намеки на мазохизм заменены идеей доминирования в сексе, а также вышла под изменённым заголовком («I’m Gonna Be Your God»). В 2007 году R.E.M. и Патти Смит исполнили эту песню на церемонии включения в Зал славы рок-н-ролла.
Лу Рид назвал «I Wanna Be Your Dog» лучшей записью Игги. В марте 2005 года, журнал Q поместил «I Wanna Be Your Dog» на 13-ю строку их списка «100 Greatest Guitar Tracks».

## Список композиций

### Сингл #1
1. «I Wanna Be Your Dog»
2. «1969»

### Сингл #2
1. «I Wanna Be Your Dog»
2. «Ann»

### Промосингл (выпущен раньше официального)
1. «I Wanna Be Your Dog» (mono version)
2. «I Wanna Be Your Dog» (stereo version)